# موسی جوان
موسی جوان (زاده ۱۲۷۵ خورشیدی در تبریز ـ ۱۳۵۰ خورشیدی در تهران) حقوقدان، نویسنده و نماینده مجلس شورای ملی بود.
پدرش شیخ علی مجتهد از علمای تبریز بود. او نیز هم تحصیلات حوزوی کرد و هم تحصیلات جدید. دوره مدرسه حقوق تهران را گذراند و در کنار تحصیل در این مدرسه، نزد میرزا مهدی آشتیانی حکمت می‌خواند. به زبانهای روسی، انگلیسی، فرانسه و عربی نیز آشنایی پیدا کرد.
جوان در سال ۱۳۰۴ خورشیدی برای ادامه تحصیل به اروپا رفت. در پاریس در رشته حقوق دکترا گرفت و پس از بازگشت به تهران، به خدمت عدلیه درآمد. سپس به وزارت داخله (کشور) منتقل و رئیس بلدیه (شهردار) مشهد شد. پس از چندی، از مشاغل دولتی کناره گرفت و در تهران به وکالت دادگستری پرداخت و به عضویت انجمن بلدیه (شورای شهر) پایتخت انتخاب شد. اعضای انجمن او را به نایب رئیسی برگزیدند.
در سال ۱۳۱۴ دکتر موسی جوان به نمایندگی شهر ری به مجلس شورای ملی رفت (دوره دهم) و این کرسی را تا دوره سیزدهم حفظ کرد. دوره سیزدهم دو ماه پس از اشغال ایران در شهریور ۱۳۲۰ و کناره‌گیری رضا شاه از قدرت آغاز شد. دکتر جوان به مخالفت با پیمان اتحادی برخاست که محمدعلی فروغی نخست‌وزیر وقت با متفقین بست و نطق خود در مخالفت با این پیمان را در مجلس با این جملات به پایان برد:

«عجب معامله‌ای بوده‌است. در یک معامله یک تعهدی از طرف دولت انگلستان شده که ایران را در مقابل تجاوز دولت سوم حفظ کند حالا در کفه دیگرش چه گذشته‌ایم؟ در کفه دیگر این معاهده ما آمده‌ایم استقلال اقتصادی را به عقیده بنده از دست داده‌ایم. آمده‌ایم جوانان کشور را مصادف کرده‌ایم با یک خطر قریب احتمالی. همچنین در کفُه دیگر که عبارت از قراردادهای مالی است در عوض این که می‌خواهند ما را حفظ کنند در مقابل اجنبی، به عقیده بنده یک تعهدی است که به اندازه پر یک پشه برای ما وزن ندارد. استقلال‌مان را داده‌ایم. معاضدت لشکری با آن وضعیت این معامله، معامله‌ای صحیحی نبوده‌است. این معامله خیلی شبیه معاملاتی است که شاه سابق در مازندران کرد که قباله رعایا را گرفت، سند مالکیت هم گرفت و آخرش دیدید چه صورتی پیدا کرد».

دکتر جوان در ادامه مجلس از مخالفان سرسخت دولت‌هایی بود که سر کار آمدند و نطق‌های تندی علیه عملکرد این دولت‌ها می‌کرد تا اینکه سرانجام در هفتم آبان ۱۳۲۱ از نمایندگی استعفا داد.

## آثار
- مبانی حقوق (در پنج جلد)
- تاریخ اجتماعی ایران باستان
- افسانه‌های دینی در مصر قدیم
- رد کتاب تصوف و رد حکمت‌الاشراق
- ترجمه تفسیر اوستا (نویسنده جیم د.مستتر)